# Laesus ab igne puer timet illum postea semper
 Laesus ab igne puer timet illum postea semper  лат. (изговор:  лезус аб игне пуер тимет илум постеа семпер). Дијете које се опече послије се увијек боји ватре. (Овидије)

## Поријекло изреке
Ову изреку је изрекао један од тројице највећих   пјесника  августовског доба у   Риму, Овидије.

## Изрека у српском језику
У српском језику, исти смисао има изрека: „Жежен кашу хлади.“
У српском језику се још каже: „Кога су змије уједале и гуштера се боји“

## Тумачење
На сопственом искуству се најбоље учи, само што је школа скупа.